# Mangora saut
Mangora saut là một loài nhện trong họ Araneidae.
Loài này thuộc chi Mangora. Mangora saut được Herbert Walter Levi miêu tả năm 2007.